# Якорная цепь

Звено якорь-цепи с контрфорсом. d — калибр

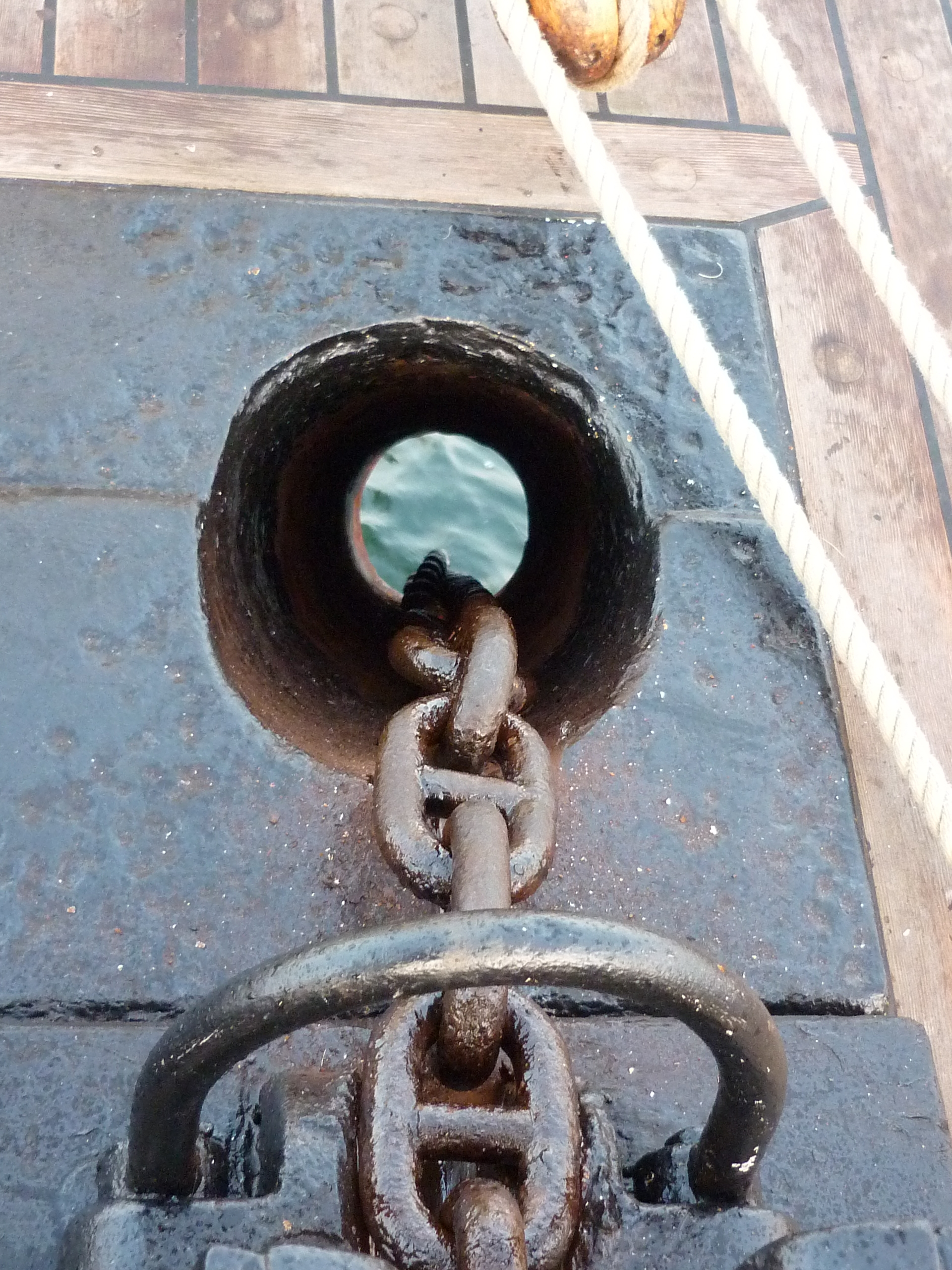
Часть каната в якорном клюзе

Я́корная це́пь (я́корь-це́пь) или якорный кана́т (кана́т) — составляющая часть якорного устройства, обычно судна или корабля. 
Ранее, в Российской империи, якорный канат, как и все снасти, мерился на дюймы, по окружности. В Волжском крае канат якорный назывался — шеймой. Капать или шейма при дреке называется Дректо́у или дректо́в.

## История
В период развития цивилизаций происходило и усовершенствование морского дела, в частности применения удержания плавучего средства (плота, лодки, судна, корабля) на месте. Для успешного удержания и был придуман якорь, и соответственно к нему применены верёвка, позже канат и цепь. До первой четверти XIX века якорный канат был пеньковым. Позже  —якорный канат (Канат якорный), железный или стальной, из овальных звеньев с распорками, который присоединяется к серьге якоря и пропускается через клюз внутрь судна (корабля) или по средней палубе (на больших судах (кораблях)), или верхней (на малых), смотря по тому, где установлен шпиль.
Канат или цепь для якоря служит для соединения якоря с корпусом судна (корабля). Цепь состоит из 5 или 13 смычек (участков якорной цепи длиной 25 метров на судах советской постройки и 27,5 метров на судах иностранной постройки), соединённых специальными разъёмными звеньями (звенья Кентера). 
Якорная цепь состоит из трёх частей:
- Якорной части — часть, прикреплённая вертлюгом к якорной скобе;
- Промежуточной;
- Коренной — смычки, прикреплённой к корпусу судна при помощи жвака-галса или специальной машинки, позволяющей в аварийной ситуации освободить судно от вытравленной якорной цепи и якоря.

Жвака-галс — узел крепления концевого участка якорной цепи к корпусу судна. Имеет быстроразъёмное соединение для освобождения судна от якорной цепи в аварийной ситуации. Освобождение носка откидного гака вместе с заложенным в него концевым звеном коренной смычки в некоторых системах производят дистанционно — привод машинки разворачивает стопорную скобу, которая освобождает носок откидного гака, и освободившаяся часть якорной цепи под действием силы тяжести вылетает за борт.
Движение якорной цепи обеспечивают механизмом, представляющим собой устройство с барабанами и цепными звёздочками. Устройство с вертикально расположенной осью вращения барабанов называют «шпилем», с горизонтально — «брашпилем».
Для определения длины вытравленной цепи, посты управления (бра)шпилем оборудуют счётчиками. Кроме того, каждые 20 метров якорную цепь маркируют путём наложения на контрфорсы звеньев (кроме соединительных) марок из отожжённой стальной проволоки, окрашенных в определённый цвет.
| Длина якорной цепи, метр | Цвет маркированного звена и количество |
| ------------------------ | -------------------------------------- |
| 20                       | одно красное                           |
| 40                       | два красных                            |
| 60                       | три красных                            |
| 80                       | четыре красных                         |
| 100                      | пять красных                           |
| 120                      | одно белое                             |
| 140                      | два белых                              |
| 160                      | три белых                              |
| 180                      | четыре белых                           |
| 200                      | пять белых                             |
| 220                      | одно красное                           |
| 240                      | два красных                            |
| и так далее.             |                                        |

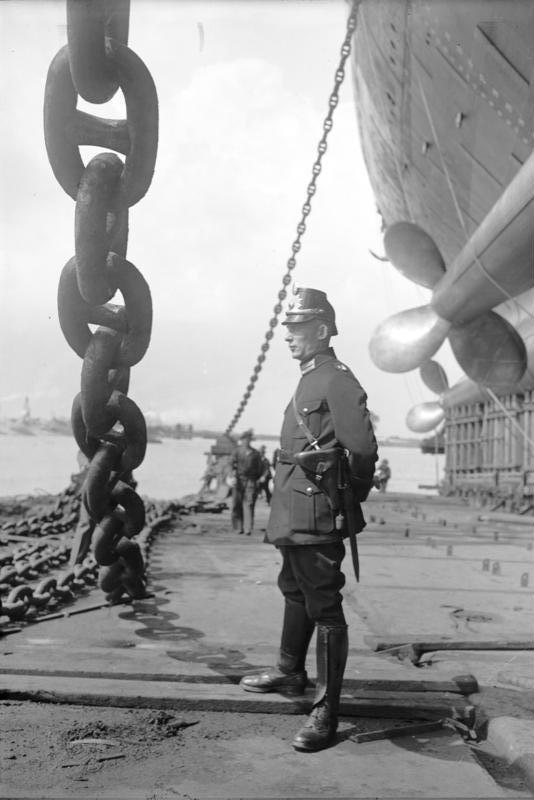
Якорная цепь

Смычки между собой соединяют звеньями Кентера. По ним и маркируют краской: между первой и второй — по 1 звену в обе стороны от скобы Кентера; между второй и третьей — по 2, и таким образом до 5 смычек. Каждое последнее отмаркированное звено дополнительно маркируют металлической лентой. Между шестой и седьмой смычки маркируют, как между первой и второй и так далее. Существует метод маркировки, при котором количество отмаркированных звеньев от скобы равно количеству смычек.
Калибр якорной цепи (диаметр поперечного сечения прутка звена якорной цепи) современных крупных судов 80-120 мм.
Звенья якорной цепи калибром свыше 15 мм снабжают контрфорсами (поперечными распорками, повышающими прочность звена примерно на 20 %)
Для удержания якорной цепи (троса) в натянутом положении применяют стопоры — стационарные и переносные (палубные и цепные).
Для цепей крупного калибра чаще применяют стопор с накидным палом, представляющий собой станину с жёлобом, и накидной пал, который препятствует вытравливанию якорной цепи, будучи наложенным поперёк цепи.
Другие конструкции стопоров якорной цепи — винтовой и Легофа.
Масса части якорной цепи, лежащей на грунте, увеличивает держащую силу якоря.
Для направления якорной цепи служат расположенные в бортах и палубе якорные клюзы.
Перед постановкой на якорь с них снимают крышки, затем, освободив якорную цепь от цепного и других стопоров, опробуют работу приводов брашпилей (на больших глубинах якоря опускают не в свободном падении, а при помощи привода) вытравливанием и выбиранием якоря на самом малом ходу. Затем, вытравив якорь на требуемую длину, зажимают ленточный тормоз.
Выбирая якорную цепь, её отмывают от грунта и вместе с якорем втягивают в клюз. Когда якорные операции окончены и судну предстоит плавание в открытом море, якорную цепь берут на стопоры (один из которых — цепной).
Постановкой на якорь и снятием с него руководят:
- На мостике — капитан судна или его старший помощник;
- На баке — третий помощник капитана.